# Fascinating Windmusic
Fascinating Windmusic: ME16 (ali po slovensko: Fascinantna pihalna glasba) je glasbeni album v živo Papirniškega pihalnega orkestra Vevče z glasbenega festivala Mid Europe 2016 v Schladmingu), ki je izšel na glasbeni CD plošči leta 2016.

## Seznam posnetkov
| CD              | CD | CD                     | CD              | CD      |
| Št.             | Naslov | Glasba                 | Priredba        | Dolžina |
| --------------- | --- | ---------------------- | --------------- | ------- |
| 1.              | „Rokovnjači‟ (uvertura) | V. Parma               | S. Dlesk        | 6:32    |
| 2.              | „Florentiner Marsch‟ | J. Fučík               |                 | 5:24    |
| 3.              | „Suita za pihalni orkester: Entrada, Neresni valček, Južno od severnega, Severozapadno in malo noro, Rezervistova uspavanka, Zadnji odmor‟ | B. Adamič              |                 | 15:08   |
| 4.              | „Zrejlo je žito‟ (ljudska) |                        | L. Krajnčan     | 5:57    |
| 5.              | „Stu ledi‟ (ljudska) |                        | J. Dovč         | 6:37    |
| 6.              | „Veter nosi pesem mojo‟ | V. Ovsenik, S. Avsenik | P. Kosec        | 5:32    |
| 7.              | „Mlin‟ | J. Privšek             |                 | 4:56    |
| Skupna dolžina: | Skupna dolžina: | Skupna dolžina:        | Skupna dolžina: | 50:06   |

## Sodelujoči

### Papirniški pihalni orkester Vevče
- Aljoša Deferri – dirigent

### Solista
- Robert Rener – trobenta na posnetku 3
- Vid Banjac – klarinet na posnetku 6